# Anisia peregrina
Anisia peregrina là một loài ruồi trong họ Tachinidae.